# Phyllanthera takeuchiana
Phyllanthera takeuchiana är en oleanderväxtart som beskrevs av Paul Irwin Forster. Phyllanthera takeuchiana ingår i släktet Phyllanthera och familjen oleanderväxter. Inga underarter finns listade i Catalogue of Life.